# Medasina longirama
Medasina longirama là một loài bướm đêm trong họ Geometridae.